# جان باسكال ميغنيت

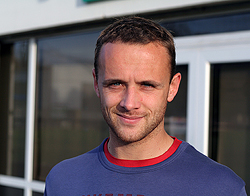

جان باسكال ميغنيت (بالفرنسية: Jean-Pascal Mignot)‏ (مواليد 26 فبراير 1981 في روان - فرنسا) لاعب كرة قدم فرنسي يلعب حاليا لصالح نادي الدرجة الأولى أوكسير الفرنسي منذ 2002 في مركز قلب الدفاع .

## روابط خارجية
- جان باسكال ميغنيت على موقع رابطة كرة القدم الفرنسية للمحترفين (الإنجليزية)
- جان باسكال ميغنيت على موقع قاعدة بيانات كرة القدم.إي يو (الإنجليزية)
- جان باسكال ميغنيت على موقع Soccerway.com (الإنجليزية)
- جان باسكال ميغنيت على موقع عالم كرة القدم.نت (الإنجليزية)
- جان باسكال ميغنيت على موقع كووورة
- جان باسكال ميغنيت على موقع AS.com (الإسبانية)